# 叙留
叙留（じょりゅう）とは、律令制において官人が叙位によって位階が上昇した結果として現任の官職に対応する位階の範疇を上回った後も元の官職を留任すること。

## 概要
律令制の官人体系の基本である官位相当制に基づけば、位階と官職は対応関係にあり、位階が上昇すれば当該位階に相応しい官職に昇進するものとされていた。だが、少納言・弁官・外記・史・検非違使・衛府の尉・将監などの実務の伴う官職にある者のうち、年功・能力がある者が「殊恩（特別な恩典）」として例外的に叙留を認められた。なお、ここで言う位階の上昇とは、同一の位の範囲（従から正、下から上）ではなく、六位から五位あるいは五位から四位といったケースを指す。
例えば、本来であれば五位（従五位下相当）の官職であった少納言が、四位（従四位下）に昇進した後も少納言に留任するケースがこれにあたる。また、四位少将（四位の近衛少将）のほか、五位では大夫史（五位の大史）・大夫外記（五位の大外記）・大夫将監（五位の将監）・大夫尉（五位の尉もしくは検非違使）と呼ばれた人々もこのケースに相当する。
ただし、叙留が行われるようになった平安時代以後、律令法（官位令）本来の官位相当制の原則に対して、位階が現任の官職に対応する位階よりも高い傾向が固定化され、官位令の規定よりも対応する位階が高い慣習法としての官位相当制が設定されるようになったとされている。従って、叙留とみなされた位階も官位令によるものではなく、慣習法による官位相当であったとする見方もある。